# Buggane
Een Buggane was in de Manx mythologie een groot Oger-achtig wezen, afkomstig van het Eiland Man. 

## Manx folklore
In de Manx folklore werd de Buggane beschreven als "bedekt met manen van grof, zwart haar, met ogen als fakkels en glinsterende scherpe slagtanden"., maar omdat een Buggane ook van gedaante kon wisselen kon hij zich onder de mensen begeven zonder herkend te worden. Bugganes konden niet over water en gewijde grond lopen. Bugganes werden van tijd tot tijd door elfen gevraagd om mensen die hen beledigd hadden te straffen. De "Buggan ny Hushtey", die in een lange grot bij Lonan woonde werd beschreven als "Koning van de elfen", die in de bomen boven zijn grot woonden. Hij werd door sommige mensen beschreven als behulpzaam en vriendelijk, terwijl anderen zeiden dat hij ongeluk bracht waar hij ook kwam. Hij had in het bijzonder een hekel aan luie mensen, maar ook over de Buggane van Glen Meay (aan de andere kant van het Eiland Man) ging het verhaal dat hij een luie vrouw in een waterval gooide. Zij redde zichzelf door de schort waaraan hij haar vasthield stuk te snijden. De Buggane van Gob-na-Scuit vernielde de rieten kappen van hooimijten, blies rook terug in schoorstenen en gooide schapen van rotsen.

### Het verhaal van St Trinian en de Buggane

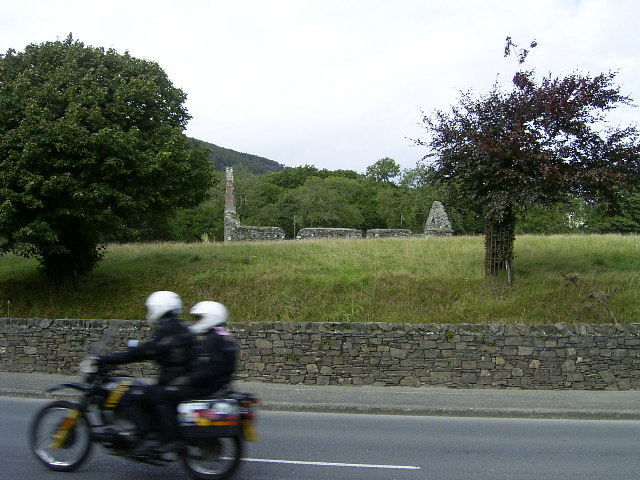
De dakloze kapel bij St Trinian's langs de A1 Douglas-Peel

Het bekendste verhaal is dat van een Buggane die zich ongewild als verstekeling op een schip naar Ierland bevond. Hij wilde terug naar het Ellan Vannin (Man) en veroorzaakte een storm waardoor het schip naar de rotsachtige kust van Contrary Head (bij Peel) dreef. De kapitein riep de hulp in van de Heilige Ninianus (in Noord-Engeland, Schotland en Man: St Trinian), met de belofte een kapel te bouwen als het schip behouden zou blijven. St Trinian gidste het schip veilig naar de haven van Peel. De buggane riep daarop een vloek uit: "St Trinian zal nooit een hele kerk in Ellan Vannin krijgen". De kapel werd tussen Crosby en St John's gebouwd. De bouwers legden er tot drie keer toe een dak op, maar elke keer rukte de buggane het er weer af.

### Het verhaal van Finn MacCool en de Buggane

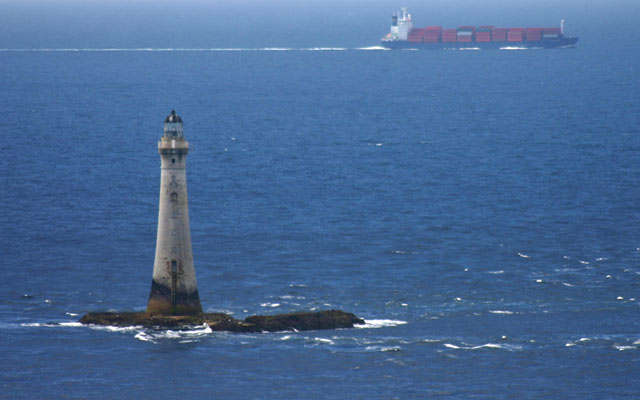
Chicken Rock zou zijn ontstaan uit een tand van Fionn mac Cumhaill

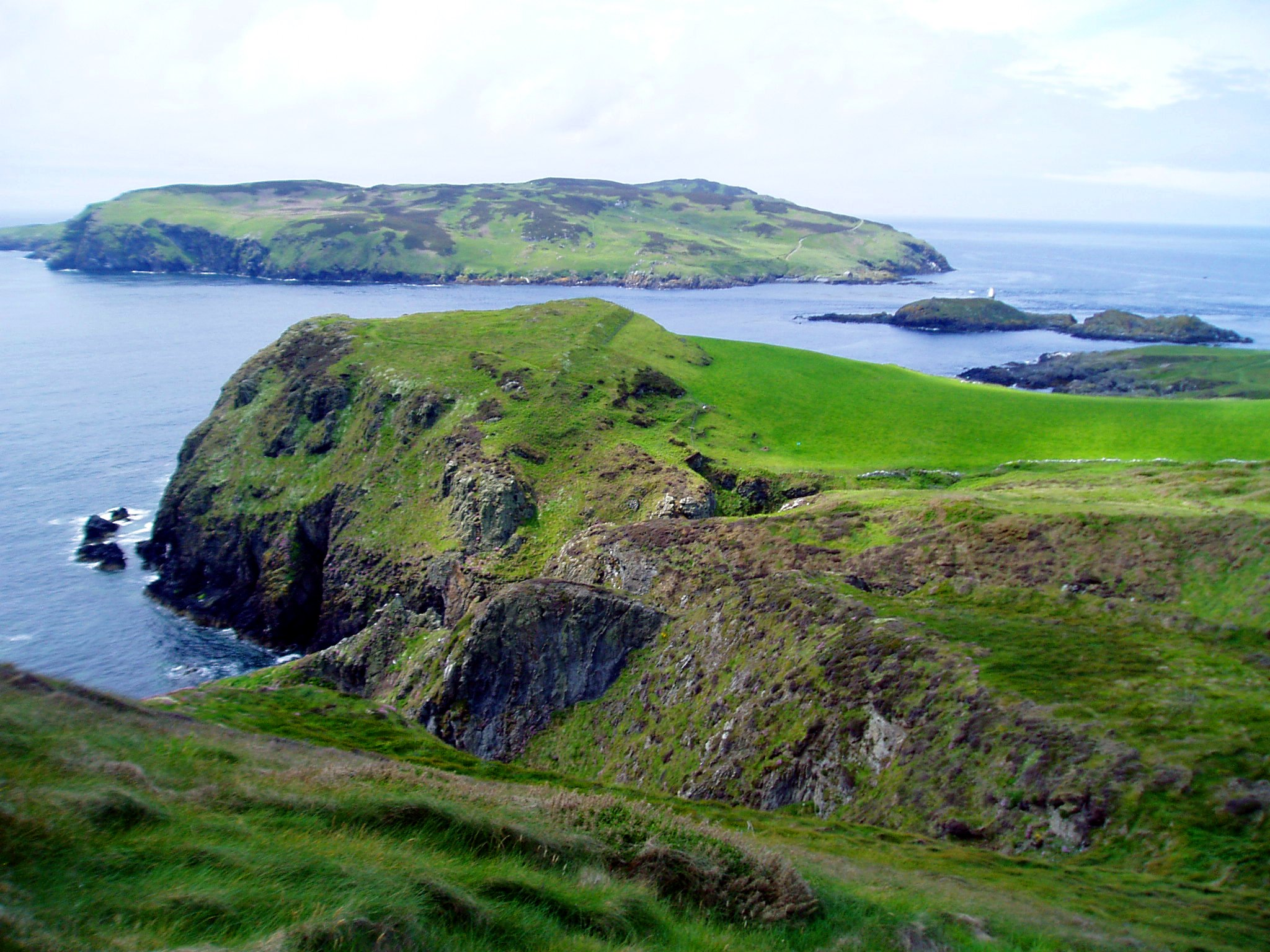
Vanaf het hoofdeiland gezien: de Little Sound, Kitterland, de Big Sound en het Calf of Man

De Ierse reus Fionn mac Cumhaill (Finn MacCool) verhuisde naar Man en vestigde zich nabij Cregneash op de zuidwestelijke punt van het eiland. De "Buggane van de Barrule" kwam om ruzie te zoeken, maar Finn wilde niet met hem vechten. Zijn vrouw Oonagh vermomde hem als een baby en legde hem in een wieg. Toen de Buggane het formaat van de baby zag dacht hij dat de vader wel enorm groot moest zijn, een reus onder de reuzen. Hij vertrok dan ook. Uiteindelijk kwam het tot een gevecht bij Rushen. Finn stond met een voet in de Big Sound, waardoor het kanaal tussen het Calf of Man en Kitterland ontstond. Zijn andere voet stond in de Little Sound, waardoor het nauwe kanaal tussen Kitterland en het hoofdeiland ontstond. De Buggane stond bij Port Erin. Hij was de bovenliggende partij en sloeg Finn zo hard dat deze naar Ierland vluchtte. Finn kon over het water lopen, de Buggane niet. Daarom trok deze een tand uit en gooide die tegen het achterhoofd van Finn. Deze sprak een vloek over de tand uit: "Laat hem hier liggen als een kwelling voor de mensenkinderen, terwijl het water stroomt en het gras groeit". De tand van de Buggane werd uiteindelijk de gevaarlijke rots Chicken Rock (In de Ierse versie van dit verhaal is Finns tegenstander een Schotse reus).

## Trivia
- Bushys (Mount Murray Brewing) in Douglas brouwt een lichtbruin Engels bitter dat "Bushy's Buggane" heet.[5]
- "The Buggane of St. Trinian's" kwam voor in het zesde seizoen (augustus 1969) van de BBC-kinderserie "Jackanory".
- In "The Last Apprentice" (De laatste leerling) van Joseph Delaney komt in het zevende boek "The Spook's Nightmare" een Buggane voor.